# Anime music video
Pour les articles homonymes, voir AMV.
 (août 2024).
Si vous disposez d'ouvrages ou d'articles de référence ou si vous connaissez des sites web de qualité traitant du thème abordé ici, merci de compléter l'article en donnant les références utiles à sa vérifiabilité et en les liant à la section « Notes et références ».

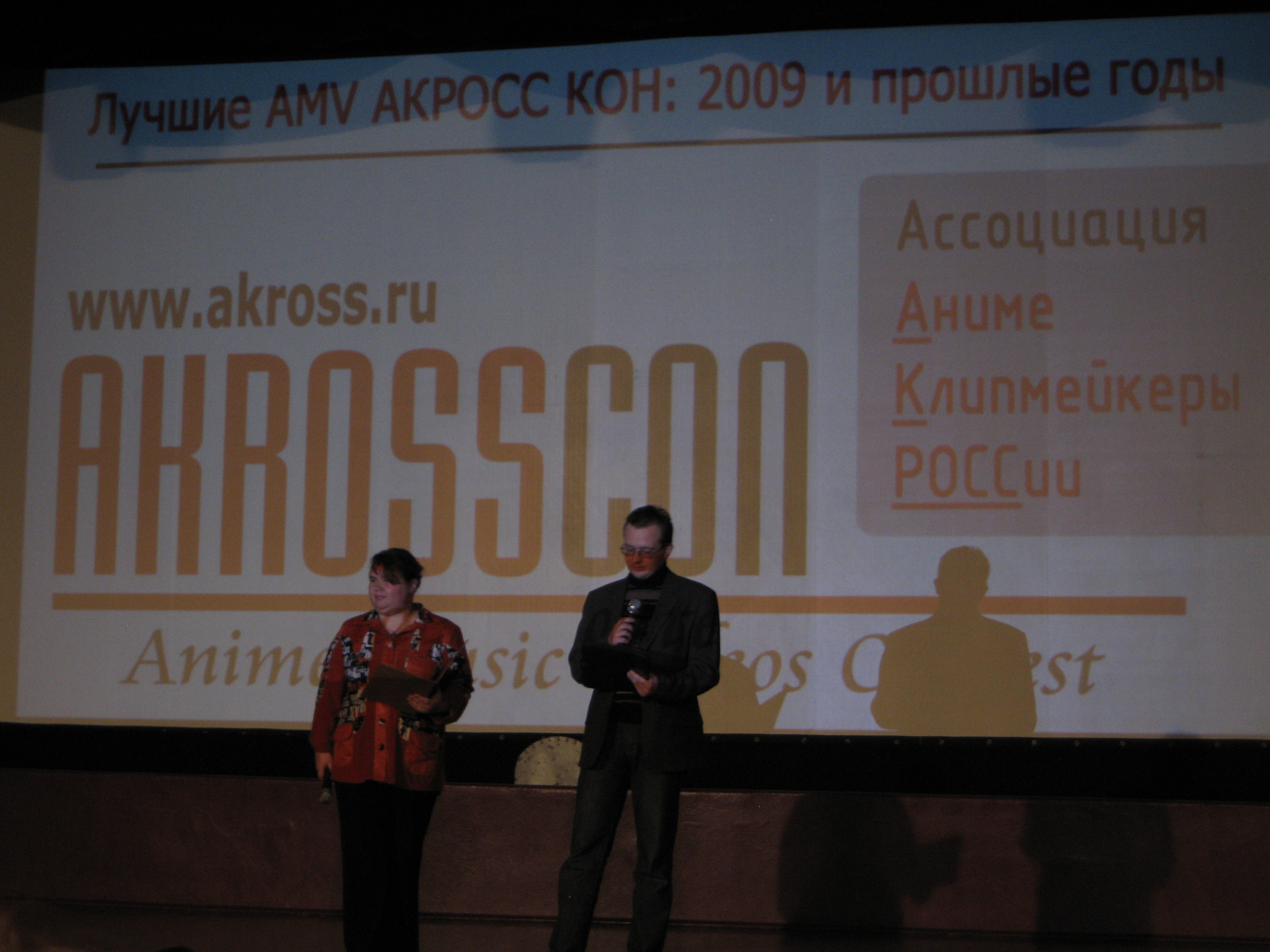
concours de l'akross con AMV

Un anime music video (terme anglais signifiant « vidéoclip d’anime » et abrégé AMV) est une œuvre vidéo réalisée à partir d'extraits d’anime (et, dans une moindre mesure, de dessin animé au sens large, de jeu vidéo ou de scène de film). La bande son d'un AMV est généralement une musique sans rapport avec le monde de l'animation. La partie vidéo est composée de séquences extraites d'une ou plusieurs œuvres animées (scènes tristes ou épiques en fonction de la musique choisie par son créateur) et montées en synchronisation avec la musique afin de produire l'équivalent d'un vidéoclip classique. La création d'AMV (AMV-making dans le jargon) est l'art de combiner l'animation et la musique.
La durée d'un AMV est le plus souvent comprise entre 1 et 5 minutes, soit la durée classique d'une piste musicale.
La création d'AMV est une discipline pratiquée principalement en Amérique du Nord, en Europe et en Russie. Les Japonais s'adonnent à une pratique similaire, les MAD, dont l'esprit est cependant plus parodique et la définition plus large, les MAD n'étant pas nécessairement liés aux anime.

## Historique
Le premier créateur de clip d'animé connu est l'américain James Kaposztas. En 1982, alors qu'il est encore étudiant, il mixe des images de Space Battleship Yamato et la musique des Beatles All You Need Is Love.

## Réalisation
Si les premiers AMV étaient réalisés par montage vidéo analogique, généralement à l'aide de plusieurs magnétoscopes, ils sont aujourd'hui tous réalisés sur ordinateur avec des logiciels de montage vidéo. Les procédés décrits ci-dessous s'appliquent à ce dernier cas.
La réalisation d'un AMV est une tâche à la fois technique et artistique. On peut la décomposer chronologiquement comme suit :
1. Naissance de l'idée :
  - concept général, idée originale,
  - choix de la musique (ou plus rarement des musiques),
  - choix de l'anime utilisé.
2. Préparation et sélection des sources :
  - acquisition de la musique sur le disque dur,
  - éventuellement, analyse préalable de la musique (rythme, temps forts, instruments...),
  - présélection de passages vidéo intéressants et nettoyage éventuel des sources afin de retirer les sous-titres, les logos, etc.
  - acquisition de la vidéo sur le disque dur : soit directement à partir de DVD (dans ce cas-là, il faut le « ripper », c'est-à-dire le déchiffrer et le copier sur disque dur), soit par numérisation à l'aide d'une carte d'acquisition vidéo, soit sous la forme de fansub ou de raw[3].
3. Réalisation et montage :
  - découpage et montage (pouvant introduire des effets vidéo plus ou moins complexes). :)
  - éventuellement, préparation d'effets spéciaux (rotoscopie, dessins additionnels, retouche d'image, etc.),
4. Encodage :
  - compression vidéo pour obtenir le meilleur compromis possible entre la taille du fichier et sa qualité.
5. Distribution :
  - mise à disposition de l'œuvre au public (transfert sur un serveur informatique), inscription de l'AMV sur les sites Web spécialisés, publicité sur les forums.

## Outils
Parmi les outils logiciels les plus utilisés par les créateurs d'AMV, on trouve notamment Premiere, After Effects, VirtualDub, AviSynth, Sony Vegas, Final Cut Pro, Windows Movie Maker, Camtasia Studio 8, Photoshop, Powerdirector.

## Catégorisation
Si la plupart des AMV sont réalisés par une seule personne, certains sont dits collaboratifs ou projets multi-créateurs (MEP pour multi-editor project). Dans ce cas, une équipe se met en place pour réaliser une œuvre de plus grande envergure, que ce soit par sa durée ou sa complexité.
En marge du genre, on remarque en particulier les AMV de type bande-annonce qui utilisent comme bande-son celle d'une bande-annonce de film (il faut alors synchroniser les bruitages), et les AMV de type jeu vidéo qui utilisent des images issues de séquences cinématiques tirées de jeux vidéo, voire directement les images des jeux (on parle alors souvent de GMV, game music video).

## Concours
Il existe des concours d'AMV comme ceux organisés par la Japan Expo.